# Stephen Petronio
 (avril 2017).
Stephen Petronio, né le 20 mars 1956 à Nutley au New Jersey, est un danseur et chorégraphe américain.

## Biographie
Après avoir commencé des études de médecine, il découvre le Contact Improvisation avec Steve Paxton et danse dans la compagnie de Trisha Brown de 1979 à 1986. En 1984, il fonde sa propre compagnie, la Stephen Petronio Company. Il a chorégraphié pour le Ballet de Francfort, la Rotterdam Dance Company, l'Opéra allemand de Berlin, Charleroi/Danses et le Ballet de l'Opéra national de Lyon.
Excellent danseur, il est remarqué pour son audace frisant parfois la provocation.
Stephen Petronio a travaillé avec paroliers, musiciens et compositeurs parmi lesquels figurent: Rufus Wainwright (Bud, 2005, Bud Suite, 2006, and BLOOM, 2006), Laurie Anderson(City of Twist, 2002), Lou Reed (The Island of Misfit Toys, 2004), Michael Nyman (Strange Attractors, 1999), James Lavelle (Strange Attractors II, 2000), Wire (MiddleSexGorge, 1990), Diamanda Galás (#4, 1997), Sheila Chandra (Not Garden, 1999), Lenny Pickett (#3, 1986), Nick Cave (Underland, 2003), Fischerspooner (Beauty and the Brut, 2008), Jonny Greenwood (Ghostown, 2010), Ryan Lott (Tragic/Love, 2009 and Singing Light, 2010), Nico Muhly (I Drink the Air Before Me, 2009), David Linton (numerous works, 1986–2001), Yoko Ono, et The Beastie Boys.Stephen Petronio Company Repertory
Il collabore régulièrement avec des artistes visuel comme Cindy Sherman (The Island of Misfit Toys and The King is Dead, 1994), Anish Kapoor (Strange Attractors II), Donald Baechler (Extravenous and A Mid-Summer Night’s Dream, 1997), Stephen Hannock (Not Garden, 1999), and Charles Atlas (Wrong Wrong, 1990), avec les couturiers Benjamin Cho, Rachel Roy, Tara Subkoff/Imitation of Christ, Leigh Bowery, Tanya Sarne/Ghost, Paul Compitus, Michael Angel, Tony Cohen, Adam Kimmel, Jillian Lewis, et Manolo.
Ken Tabachnick est le concepteur lumière résident et collaborateur de longue date de la compagnie Stephen Petronio.
Stephen Petronio a reçu le prix 1999 de la Contemporary Arts Grants to Artists. Petronio a reçu une bourse Guggenheim en 1988, d'autres provenant de la New York Foundation for the Arts en 1985 et en 2004, Le prix American Choreographer Awards en 1987, un New York Dance & Performance Award (Bessie) en 1986. Il lui a été attribué une subvention du NEA. En 2007 Stephen Petronio fut intronisé dans le Nutley, New Jersey Hall of Fame.

## Principales chorégraphies
- 1984 : The Sixth Heaven
- 1985 : #3
- 1986 : Walk-In
- 1987 : Simulacrum Reels
- 1988 : AnAmnesia
- 1990 : MiddleSex Gorge
- 1990 : Close Your Eyes and Think of England
- 1992 : Full Half Wrong
- 1993 : She Says
- 1994 : Extravenous
- 1995 : Lareigne
- 1996 : #4
- 1997 : ReBourne
- 1998 : Not Garden
- 1999-2000 : Strange Attractors (en trois parties)
- 2002 : Broken Man et City of Twist
- 2005 : bud
- 2006 : The Rite Part et BLOOM
- 2007 : Bird Gurhl